# Bruninha
Bruna Santos Nhaia, oder mit Spitznamen auch Bruninha oder Bruna genannt (* 16. Juni 2002 in Castro, Paraná), ist eine brasilianische Fußballspielerin.

## Karriere

### Verein
In ihrer Jugend spielte sie von 2016 bis 2019 bei Chapecoense. Für diese kam sie sogar im Jahr 2018 erstmals in der ersten Mannschaft zum Einsatz. Im Jahr 2019 wechselte sie zu Internacional Porto Alegre, dort ging sie im Jahr 2020 in den festen Kader der ersten Mannschaft über. Nachdem sie ein paar Einsätze hatte, wechselte sie im Februar 2021 zum FC Santos. Dort hatte sie einen Stammplatz in dem Team der Brasileirão Feminino. Im Jahr 2022 waren es ein paar weniger Einsätze und seit August 2022 steht sie nun beim NJ/NY Gotham FC in der NWSL unter Vertrag.

### Nationalmannschaft
Mit der brasilianischen U17 nahm sie an der Weltmeisterschaft 2018 teil. Danach folgte mit der U20 die Teilnahme an der Südamerikameisterschaft 2020. Auch an dem Turnier im Jahr 2022 nahm sie mit der Mannschaft teil. 
Bei der A-Nationalmannschaft hatte sie ihr Debüt am 17. September 2021 bei einem 3:1-Freundschaftsspielsieg über Argentinien. In den nächsten Jahren folgten weitere Einsätze bei Freundschaftsspielen und Einladungsturnieren.
Am 27. Juni 2023 wurde sie für den finalen Kader bei der Weltmeisterschaft 2023 nominiert. Dort bekam sie beim 4:0-Auftaktsieg über Panama ihr Turnier-Debüt.